# Pamela Tiffin

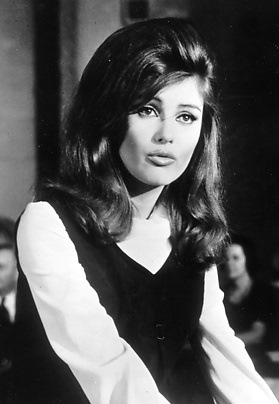
Pamela Tiffin (1965)

Pamela Tiffin (* 13. Oktober 1942 als Pamela Tiffin Wonso in Oklahoma City, Oklahoma; † 2. Dezember 2020 in New York City, New York) war eine US-amerikanische Schauspielerin.

## Leben und Wirken
Pamela Tiffin, das einzige Kind des Architekten Stanley Wonso und seiner Frau Grace, begann bereits im Alter von 13 Jahren als Model zu arbeiten. Nach ihrem Highschool-Abschluss zog sie nach New York, um ihre Karriere voranzutreiben. Dort wurde sie ein erfolgreiches Model, u. a. wurde sie auf dem Cover der Vogue abgebildet.
Im Jahr 1960 lernte Tiffin bei einem Besuch in Los Angeles den Produzenten Hal B. Wallis kennen, der sie zu Probeaufnahmen für den Film Sommer und Rauch einlud. Zurück in New York wurde ihr die Rolle in Sommer und Rauch angeboten. Zufälligerweise nahm außerdem Billy Wilder Kontakt zu ihr auf, dem sie in einer Anzeige für Unterwäsche in der New York Times aufgefallen war. Dies führte dazu, dass Tiffin 1961 zunächst ihr Leinwanddebüt in Sommer und Rauch gab und anschließend von Billy Wilder neben James Cagney und Horst Buchholz in Eins, Zwei, Drei spielte. Während sie für erstgenannten Film von den Kritikern vorsichtig gelobt wurde, erlangte sie durch letztgenannten Film größere Bekanntheit. Bei der Verleihung der Golden Globe Awards war sie 1962 gleich zweimal nominiert: für Eins, zwei, drei als beste Nebendarstellerin und für Sommer und Rauch als beste Nachwuchsdarstellerin des Jahres. Noch bevor ihre ersten beiden Filme veröffentlicht wurden, begann Tiffin mit den Dreharbeiten zu ihrem dritten Film Texas-Show.
1962 lernte Tiffin Clay Felker kennen, einen Redakteur der Zeitung Esquire, den sie im selben Jahr heiratete. Sie wollte die Schauspielerei zugunsten einer Familie aufgeben, doch ihr Ehemann ermutigte sie dazu, weiterhin als Schauspielerin zu arbeiten. Sie drehte einige Filme und Fernsehserien und zog 1967 ohne ihren Mann nach Italien. Viele der dort entstandenen Filme wurden in den USA nicht veröffentlicht. Die Ehe mit Felker wurde 1969 geschieden.
Im Februar 1969 erschien in der US-Ausgabe des Playboy eine Fotostrecke der leichtbekleideten Pamela Tiffin, über die die Schauspielerin sehr unglücklich war. Der Playboy hatte ihr bereits mehrere Angebote unterbreitet und bis zu $100.000 für Aufnahmen geboten, doch Tiffin war nicht darauf eingegangen. Als sie das Angebot bekam, hüllenlos in einem Film aufzutreten, ließ sie eine vermeintliche Freundin Bilder von sich aufnehmen. Da sie sich mit dem Ergebnis nicht wohlfühlte, lehnte sie die Rolle ab. Die Bilder gelangten jedoch zum Playboy, der sie in der besagten Bilderstrecke abdruckte. Tiffin verzichtete auf rechtliche Schritte, um der Sache nicht noch mehr Aufmerksamkeit zu verschaffen.
1974 heiratete Tiffin Edmondo Danon und beendete ihre Filmkarriere. Das Ehepaar bekam zwei Töchter, Echo und Aurora (* 1981), und lebte in New York und Illinois. In dem Dokumentarfilm Abel Ferrara: Not Guilty (2003) trat Tiffin ein letztes Mal auf.

## Filmografie (Auswahl)
- 1961: Sommer und Rauch (Summer and Smoke)
- 1961: Eins, Zwei, Drei (One, Two, Three)
- 1962: Texas-Show (State Fair) – Regie: José Ferrer
- 1963: Flieg mit mir ins Glück (Come Fly with Me) – Regie: Henry Levin
- 1963: Auf der Flucht (The Fugitive, Fernsehserie, 1 Folge)
- 1964: Strandparty bei Mondschein (For Those Who Think Young) – Regie: Leslie H. Martinson
- 1964: Ein tollkühner Draufgänger (The Lively Set)
- 1964: Drei Mädchen in Madrid (The Pleasure Seekers)
- 1965: Vierzig Wagen westwärts (The Hallelujah Trail)
- 1966: Ein Fall für Harper (Harper)
- 1966: Ein fast perfekter Mörder (Delitto quasi perfetto)
- 1968: Bandit zu besichtigen (I protagonisti) – Regie: Marcello Fondato
- 1969: Erzengel (L'arcangelo) – Regie: Giorgio Capitani
- 1969: Viva Max! (Viva Max)
- 1971: Grüße von der Cosa Nostra (Cose di Cosa Nostra) – Regie: Stefano Vanzina
- 1971: Ein schwarzer Tag für den Widder (Giornata nera per l'ariete) – Regie: Luigi Bazzoni
- 1972: Das Lied von Mord und Totschlag (Los Amigos)
- 1989: Quattro storie di donne (Fernsehserie, eine Folge)
- 2003: Abel Ferrara: Not Guilty